# Integraalhelm

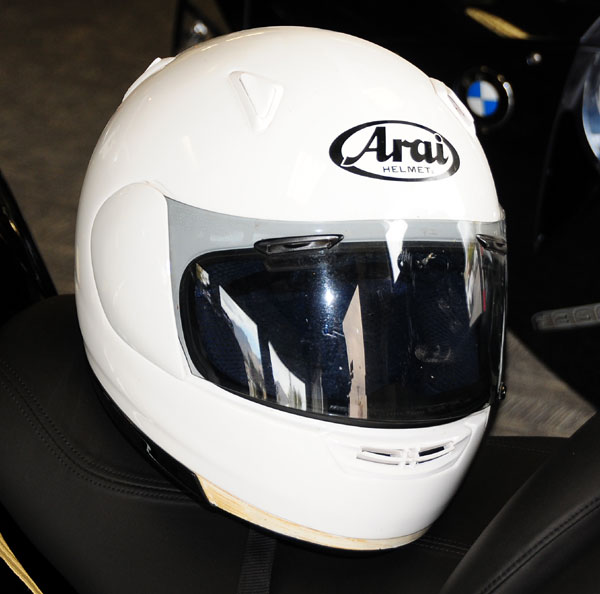
Integraalhelm

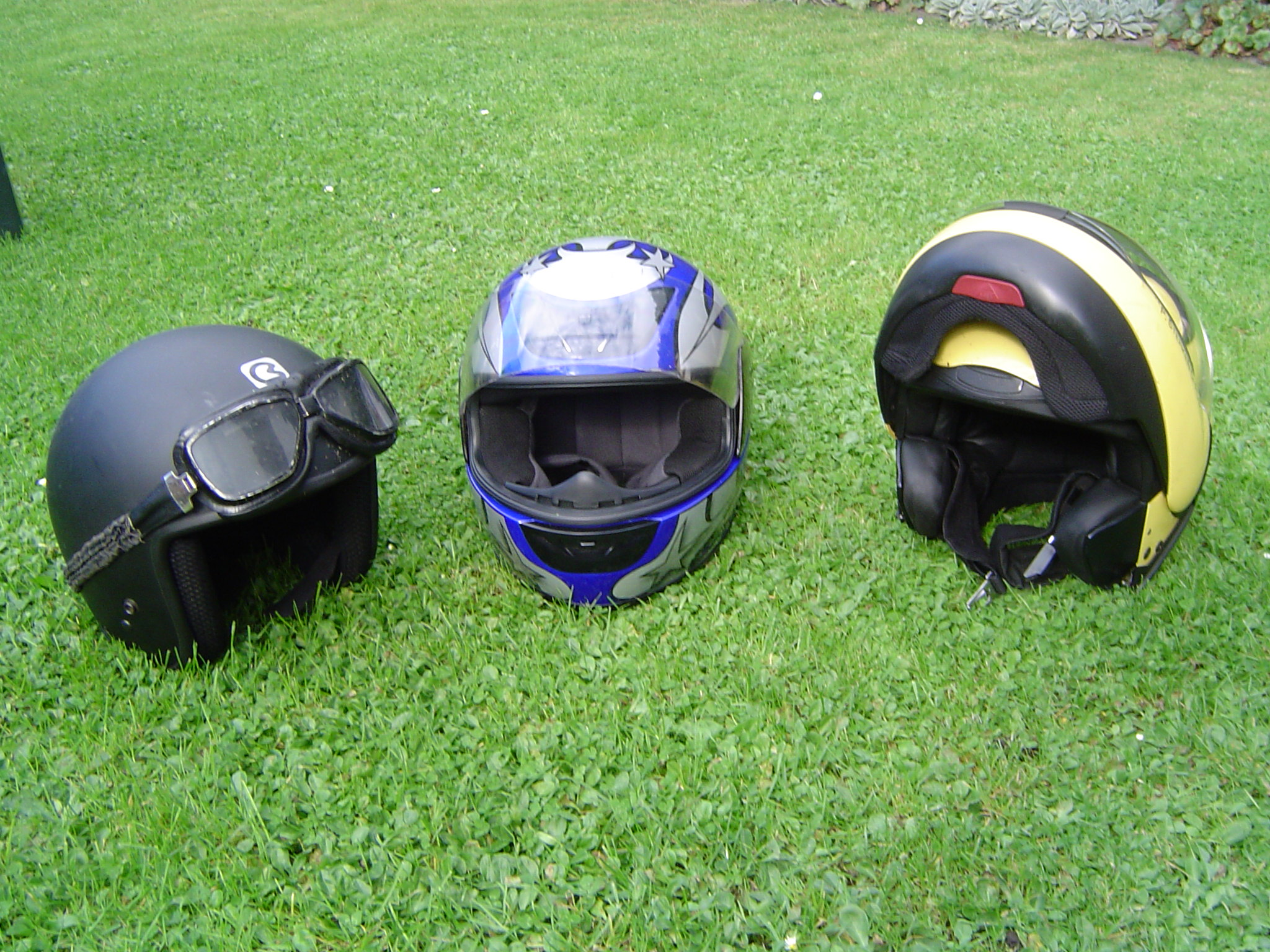
V.l.n.r. een jethelm, een integraalhelm en een systeemhelm

Een integraalhelm is een valhelm voor motorrijders die het hoofd helemaal omsluit. 
Deze werd vroeger ook wel klokhelm genoemd. De integraalhelm werd beroemd gemaakt door de coureur Rodney Gould. Vanaf de jaren zeventig werd de integraalhelm snel populair onder motorrijders. Hij bood dan ook bescherming voor de ogen en het gezicht. Hij is ook zeer comfortabel bij koud weer, aangezien hij het hoofd volledig beschut tegen de rijwind. Voor brildragers is een integraalhelm echter lastig: men moet de bril afnemen voor men de helm op- of afzet. Dat is de reden dat veel motorrijders tegenwoordig kiezen voor een systeemhelm. 
Een systeemhelm is een integraal-valhelm voor motorrijders waarbij het kinstuk opklapbaar is. Dit biedt verschillende voordelen: 
- brildragers kunnen de helm zonder problemen op- en afzetten
- bij een ongeval is het gezicht van het slachtoffer bereikbaar zonder de helm af te hoeven nemen (belangrijk bij het aanspreken van het slachtoffer en eventueel beademen).
- gebruikers van systeemhelmen kunnen hun gezicht makkelijker tonen (bijvoorbeeld motorrijders bij tankstations of politie-motorrijders bij het aanspreken van overtreders).